# Emro
Emro is een Japans historischs merk van motorfietsen.
Emro begon in 1957 met de productie van tamelijk opmerkelijke motorfietsen, zeker voor de Japanse markt, waar men zich in die tijd nog grotendeels richtte op het kopiëren van Europese modellen. De Emro Model EL had echter een 500cc-tweetakt-paralleltwin, een plaatframe met telescoopvork en een swingarm-achtervering.